# Serie B 1996/1997
Soutěžní ročník Serie B 1996/97 byl 65. ročník druhé nejvyšší italské fotbalové ligy. Soutěž začala 8. září 1996 a skončila 22. června 1997. Účastnilo se jí 20 týmů, z toho se 12 kvalifikovalo z minulého ročníku, 4 ze Serie A a 4 ze třetí ligy. Nováčci ze třetí ligy jsou: US Lecce, US Ravenna, Castel di Sangro, FC Empoli.

## Tabulka
| Poř. | Tým                  | Z  | V  | R  | P  | VG | OG | B  |
| ---- | -------------------- | -- | -- | -- | -- | -- | -- | -- |
| 1.   | Brescia Calcio       | 38 | 18 | 12 | 8  | 49 | 34 | 66 |
| 2.   | FC Empoli            | 38 | 17 | 13 | 8  | 45 | 34 | 64 |
| 3.   | US Lecce             | 38 | 16 | 15 | 7  | 52 | 39 | 63 |
| 4.   | AS Bari              | 38 | 15 | 17 | 6  | 52 | 35 | 62 |
| 5.   | Janov 1893           | 38 | 15 | 16 | 7  | 58 | 31 | 61 |
| 6.   | Pescara Calcio       | 38 | 14 | 12 | 12 | 50 | 38 | 54 |
| 7.   | AC ChievoVerona      | 38 | 12 | 18 | 8  | 44 | 40 | 54 |
| 8.   | US Ravenna 1         | 38 | 14 | 13 | 11 | 43 | 35 | 52 |
| 9.   | Turín Calcio         | 38 | 13 | 11 | 14 | 45 | 48 | 50 |
| 10.  | Reggina Calcio       | 38 | 12 | 13 | 13 | 40 | 43 | 49 |
| 11.  | Foggia Calcio        | 38 | 11 | 15 | 12 | 40 | 40 | 48 |
| 12.  | Calcio Padova        | 38 | 11 | 15 | 12 | 41 | 43 | 48 |
| 13.  | AC Benátky           | 38 | 10 | 16 | 12 | 47 | 49 | 46 |
| 14.  | AS Lucchese Libertas | 38 | 10 | 15 | 13 | 36 | 44 | 45 |
| 15.  | Salernitana Sport    | 38 | 10 | 14 | 14 | 31 | 44 | 44 |
| 16.  | Castel di Sangro     | 38 | 12 | 8  | 18 | 29 | 45 | 44 |
| 17.  | Cosenza Calcio 1914  | 38 | 9  | 14 | 15 | 44 | 55 | 41 |
| 18.  | AC Cesena            | 38 | 9  | 13 | 16 | 36 | 45 | 40 |
| 19.  | US Palermo           | 38 | 6  | 17 | 15 | 40 | 55 | 35 |
| 20.  | US Cremonese         | 38 | 7  | 11 | 20 | 30 | 55 | 32 |

Poznámky
- Z = Odehrané zápasy; V = Vítězství; R = Remízy; P = Prohry; VG = Vstřelené góly; OG = Obdržené góly; B = Body
- za výhru 3 body, za remízu 1 bod, za prohru 0 bodů.
- 1  US Ravenna přišla během sezóny o 3 body.

|  | Postup do Serie A 1997/98  |
|  | Sestup do Serie C1 1997/98 |

## Střelecká listina
| P. | Nár    | Hráč                    | Tým                  | Branky |
| -- | ------ | ----------------------- | -------------------- | ------ |
| 1. | Itálie | Davide Dionigi          | Reggina Calcio       | 24     |
| 2. | Itálie | Claudio Bellucci        | AC Benátky           | 20     |
| 2. | Itálie | Raffaele Cerbone        | AC ChievoVerona      | 20     |
| 4. | Itálie | Federico Giampaolo      | Pescara Calcio       | 16     |
| 4. | Itálie | Roberto Paci            | AS Lucchese Libertas | 16     |
| 4. | Itálie | Giampaolo Saurini       | US Palermo           | 16     |
| 7. | Itálie | Cosimo Francioso        | US Lecce             | 15     |
| 7. | Itálie | Dario Hübner            | AC Cesena            | 15     |
| 9. | Itálie | Massimiliano Cappellini | FC Empoli            | 14     |
| 9. | Itálie | Cristiano Lucarelli     | Calcio Padova        | 14     |
| 9. | Itálie | Francesco Palmieri      | US Lecce             | 14     |